# Sea Patrol
Sea Patrol is een Australische televisieserie, die in Vlaanderen wordt uitgezonden op één en in Nederland op 13th Street en Hallmark Channel (digitale kanalen).
De serie gaat over het leven van de bemanning van de HMAS Hammersley van de Koninklijke Australische marine. Ze beschermen de noordelijke kustlijn van Australië, door het onderscheppen van illegale visserboten, drugsnetwerken en de mensensmokkel tegen te gaan. Ze varen ook uit om mensen uit de nood te helpen.
Het is een oorspronkelijke serie van Nine Network. Het vijfde seizoen was meteen ook het laatste, omdat na dit seizoen de overheidssubsidies wegvielen.

## Personages
| Acteur                | Personage                    | Onderscheidingen | Rang                 | Positie                             | Ambtsperiode | Afleveringen |
| --------------------- | ---------------------------- | ---------------- | -------------------- | ----------------------------------- | ------------ | ------------ |
| Ian Stenlake          | Mike "CO" Flynn              | CSC, RAN         | Lieutenant Commander | Commanding Officer                  | Series 1–3   | 001–068      |
| Ian Stenlake          | Mike "CO" Flynn              | CSC, RAN         | Commander            | Commanding Officer                  | Series 4-5   | 001–068      |
| Lisa McCune           | Kate "XO" McGregor           | RAN              | Lieutenant           | Executive Officer                   | Series 1–5   | 001–068      |
| John Batchelor        | Andy "Charge" Thorpe         | MBA              | Chief Petty Officer  | Chief Engineer                      | Series 1–5   | 001–068      |
| Matthew Holmes        | Chris "Swain" Blake          | CV               | Petty Officer        | Coxswain/Medic                      | Series 1–5   | 001–068      |
| Kristian Schmid       | Robert "RO" Dixon            | Geen             | Leading Seaman       | Radio Operator                      | Series 1–5   | 001–068      |
| Saskia Burmeister     | Nicole (Nikki) "Nav" Caetano | RAN              | Lieutenant           | Navigator                           | Series 1–3   | 001–039      |
| Jeremy Lindsay Taylor | Pete "Buffer" Tomaszewski    | Geen             | Petty Officer        | Boatswain                           | Series 1–3   | 001–039      |
| Jay Ryan              | Billy "Spider" Webb          | Geen             | Seaman               | Boatswain's Mate                    | Series 1–3   | 001–039      |
| David Lyons           | Josh "ET" Holiday            | Geen             | Leading Seaman       | Electronics Technician              | Series 1–3   | 001–027      |
| Josh Lawson           | Toby "Chefo" Jones           | Geen             | Able Seaman          | Chef/Assistant Medic                | Series 1     | 001–013      |
| Kirsty Lee Allan      | Rebecca "Bomber" Brown       | Geen             | Able Seaman          | Chef/Assistant Medic                | Series 2–4   | 014–055      |
| Nikolai Nikolaeff     | Leo "2Dads" Kosov-Meyer      | Geen             | Leading Seaman       | Electronics Technician              | Series 3–5   | 028–068      |
| Conrad Coleby         | Dylan "Dutchy" Mulholland    | MG               | Petty Officer        | Boatswain                           | Series 4-5   | 040–068      |
| Danielle Horvat       | Jessica "Gap Girl" Bird      | Geen             | Seaman               | Gap Year later Chef/Assistant Medic | Series 4-5   | 040–068      |
| Dominic Deutscher     | Ryan White                   | Geen             | Midshipman           | Junior Officer                      | Series 5     | 053–068      |

## Seizoenen
Het eerste seizoen gaat over Bright Island. In dit seizoen ontdekken ze dat mensen giftig water vervoeren. Bright Island komt steeds terug, aangezien het vergiftigde water hier wordt opgeslagen. Het tweede seizoen gaat over Samaru Island. Dit eiland wil onafhankelijk worden, en de verkiezingen brengen heel wat aanslagen mee. Het derde seizoen draait rond een kostbaar koraal. Deze kostbare stof eist een dode, ET. In het vierde seizoen komen er allerlei nieuwe personages bij. Buffer, Nav, Commander Marschall en Spider verlaten de serie. Het vijfde seizoen draait rond een terroristische aanslag die onderzocht wordt. Aan het eind van deze serie sterft Swain.